# Ti ho cercata in tutti i necrologi
Ti ho cercata in tutti i necrologi (I Looked in Obituaries) è un film del 2013 diretto, interpretato e co-prodotto da Giancarlo Giannini.

## Trama
Nikita, un italiano tuttofare emigrato in Canada, lavora come autista di un carro funebre; sogna però di guidare un Mercedes nero. Nel frattempo si esercita nel poker e un giorno incontra un uomo facoltoso, amico di un defunto. Questo lo invita a un tavolo di gioco e lui, che sogna la sua macchina, ci sta ma perde tutto. Per ripagare il debito di gioco gli viene offerto di essere preda di una caccia all'uomo. Nikita quindi fugge nel bosco e deve sopravvivere per venti minuti all'inseguimento. Una volta saldato il debito ci prende gusto e viene sfidato in altre cacce. Attrae anche l'amore di una ragazza.

## Produzione
Il nome Nikita è un omaggio a John Huston. 
Il soggetto fu scritto da Lorenzo Cairoli nel 1988. 
Giancarlo Giannini provò a realizzare il progetto negli anni novanta, tentó persino col regista italoamericano Abel Ferrara, finché Cairoli non vendette i diritti del copione a Rai2 che cercó di farne una fiction con Barbareschi e la regia di Popi Nocita. Quando la produzione sostituí Barbareschi con Patricia Millardet, Cairoli troncó la collaborazione e si riprese i diritti del film.
Il film è uscito il 30 maggio 2013.